# Dries Verhoeven

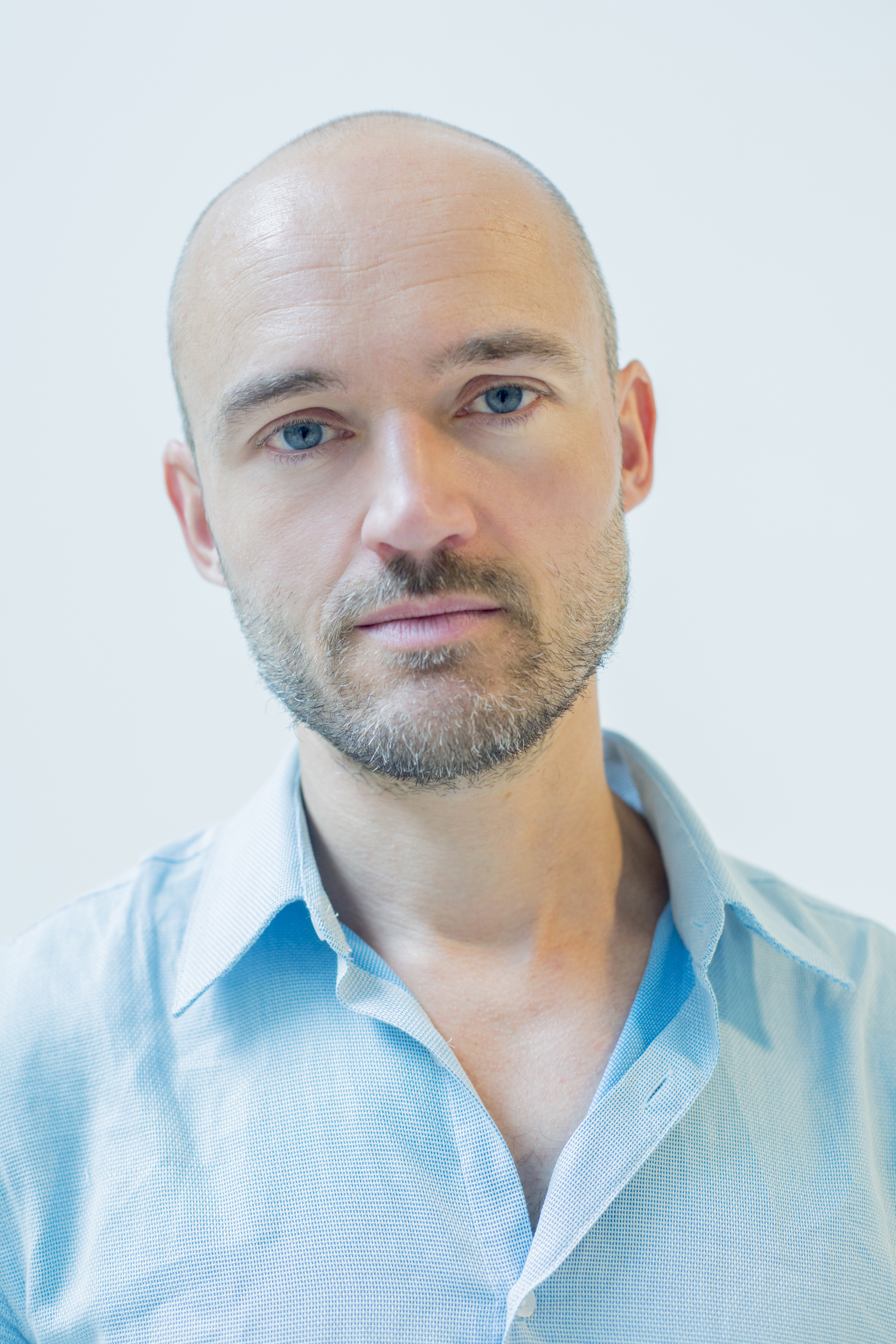
Dries Verhoeven

Dries Verhoeven (geboren am 26. Februar 1976 in Oosterhout) ist ein niederländischer Theatermacher und Konzeptkünstler.

## Werk

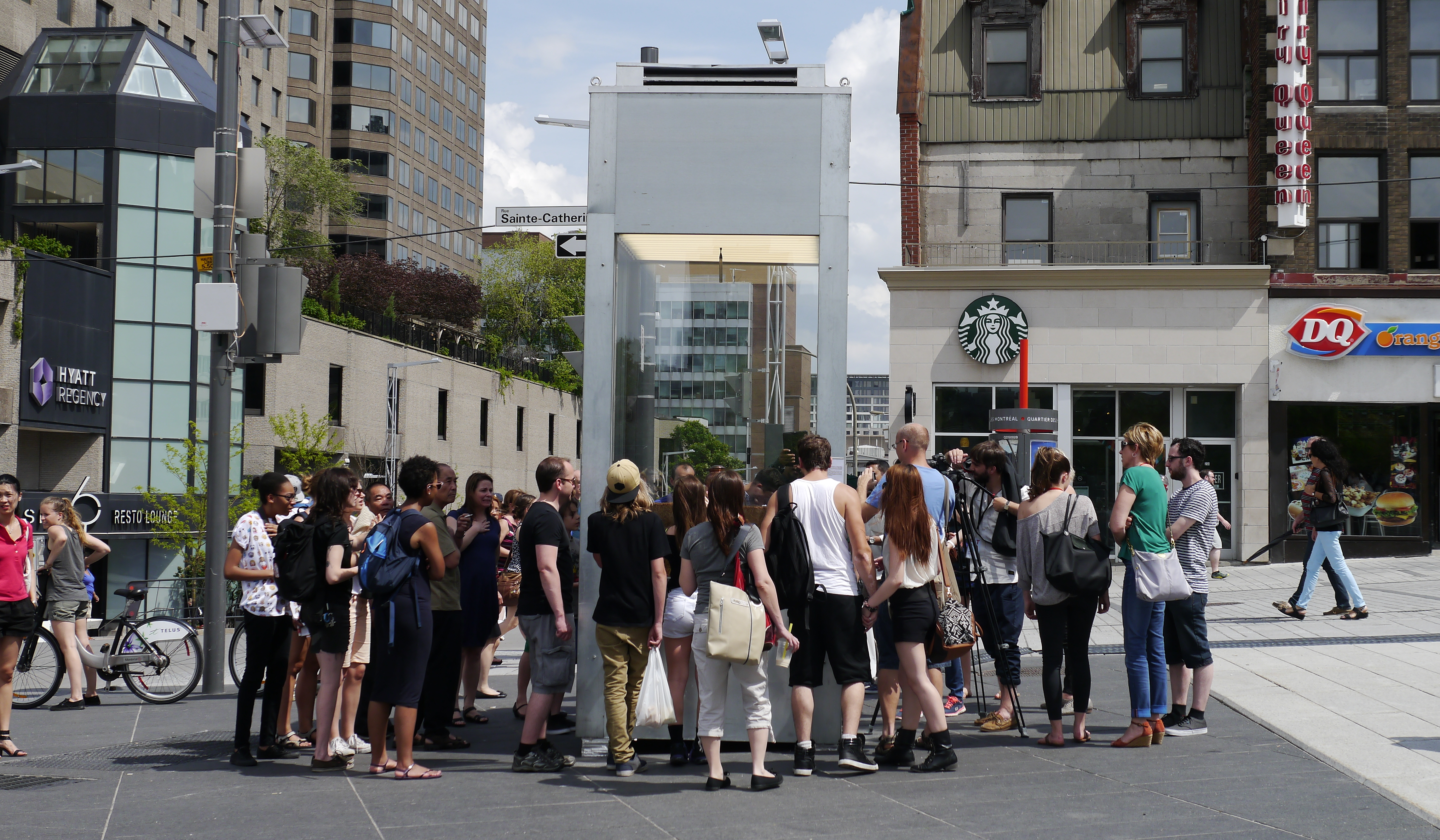
Ceci n'est pas, Dries Verhoeven, Montreal, 2015.

Dries Verhoevens Installationen, Performances und Happenings werden in Museen, bei Festivals und im öffentlichen Raum gezeigt. Seine gesellschaftspolitischen Interventionen werden vor allem durch die permanente Krisenstimmung und den Einfluss digitaler Medien auf alle Beziehungen zwischen Menschen geprägt.
2007 konzipierte er You are here, eine Koproduktion mit zwei holländischen Festivals, die auch in Belgien gezeigt wurde. 2009 wurde die Inszenierung auch im Rahmen der Salzburger Festspiele auf der Pernerinsel in Hallein gezeigt. Er gewann damit den Young Directors Award.
2008 gastierte er mit der Theaterinstallation uw koninkrijk kome („dein reich komme“) bei den Wiener Festwochen.
2011 präsentierte er an den Münchner Kammerspielen die Installation Dunkelkammer, 2014 im Münchner Bahnhofsviertel das Projekt Niemandsland. In diesem Stück machte er das Publikum zu Voyeuren und Beobachteten zugleich. Es ging um die Unmöglichkeit von Nähe und um vergebliche Versuche, Nähe herzustellen, da diese doch nicht anderes herstellten als Distanz.
Von 7. Juli bis 21. Oktober 2014 zeigte er in der Kunsthalle Bremen seine Videoperformance Wanna play? („Liefde in tijden van Grinde“), eine Hinterfragung des Einflusses von Smartphones auf die Intimität und das Leben im öffentlichen Raum. Es handelte sich um eine Koproduktion mit Hebbel am Ufer in Berlin und dem SPRING Festival Utrecht 2015.
Im August 2014 im Hamburger Kampnagel und im November 2014 in Freiburg im Breisgau präsentierte er die Kunstaktion Ce ci n’est pa la nature mit Selm Wenselaers als Transmensch.
2018 zeigte er bei den Wiener Festwochen seine Performance Phobiarama, eine Anklage gegen „Terrorist*innen und Politiker*innen aller Lager“, die zunehmend ein „Theater der Angst“ erzeugten, „in dem wir nicht mit einer konkreten Gefahr, sondern mit möglicher Gefahr konfrontiert sind.“ Die Performance wird in Wien von 11. bis 22. Mai zumindest 77-mal gezeigt. Die Arbeit entstand in Kooperation mit dem Onassis Cultural Center in Athen und dem Holland Festival. 

## Zitat
„Mein Theater ist immer der Versuch, die Leute dazu zu bringen, die Realität anders zu sehen als bisher. Ich will nicht nur beeindrucken, ich will den Menschen ihre eigene Geschichte ein wenig anders erzählen. Jeder hört seine eigene Geschichte ja doch am liebsten.“

## Auszeichnung
- 2009 Young Directors Award der Salzburger Festspiele